# Porto do Cuanza Sul
O Porto do Cuanza Sul, também chamado de Porto de Porto Amboim, é um porto angolano localizado na cidade do Porto Amboim, na província do Cuanza Sul. Encontra-se na baía do Quissonde que está ligada ao Oceano Atlântico.
O porto pertence ao governo angolano, sendo este o responsável por sua administração por meio da empresa pública Empresa Portuária do Amboim. A Empresa Portuária do Amboim foi instituída para administrar a licença de terminais para carga e descarga, além de terminal de passageiros.
Junto aos portos de Luanda (Luanda), Lobito (Benguela), Soyo (Zaire), Moçâmedes (Namibe) e Cabinda (Cabinda), formam os maiores complexos portuários do país. É o maior porto da província e o maior terminal intermediário entre Lobito e Luanda.
O porto é especializado no escoamento dos produtos agrícolas do planalto do Amboim. Suas ligações de escoamento são eminentemente rodoviárias, sendo as mais importantes feitas pelas rodovias EN-100, EC-233 e EC-108.